# Nicholas Folker
Nicholas Folker, né le 26 octobre 1976 à Pietermaritzburg, est un nageur sud-africain.

## Carrière
Nicholas Folker, international sud-africain de 1997 à 2004 est médaillé de bronze du 100 mètres nage libre à l'Universiade d'été de 1999 à Palma.
Aux Jeux africains de 1999 à Johannesbourg, il est médaillé d'argent du 50 mètres nage libre et médaillé de bronze du 100 mètres nage libre,.
Il dispute ensuite les relais des Jeux olympiques d'été de 2000 à Sydney, sans atteindre de finale.
Aux Goodwill Games de 2001 à Brisbane, Nicholas Folker obtient deux médailles d'argent, l'une par équipes et l'autre sur 4 x 100 mètres nage libre.
Sa dernière médaille internationale est remportée aux Jeux du Commonwealth de 2002 à Manchester, sur le relais 4 x 100 mètres nage libre, ben qu'il ne nage que les séries de l'épreuve.
En septembre 2019, il intègre le staff technique de l'équipe de natation de l'université de Hawaï (dans laquelle il avait évolué de 1998 à 2001), après avoir été directeur de la performance aquatique à l'Université de Californie à Berkeley (où il a aussi étudié) de 2004 à 2013.